# Podsedky
Podsedky jsou přírodní rezervace v lokalitě Kožušice u Koryčan v okrese Vyškov. Rezervace byla ustavena nařízením Okresního úřadu Vyškov ze dne 13. listopadu 2002. Leží severně od města Koryčany. Důvodem ochrany je zachování fragmentů stepní a luční vegetace svazů Arrhenatherion a Bromion erecti s výskytem zvláště chráněných rostlin.